# Mike LaValliere
Michael Eugene LaValliere (né le 18 août 1960 à Charlotte, Caroline du Nord, États-Unis) est un receveur des Ligues majeures de baseball ayant évolué pour quatre équipes de 1984 à 1995, dont six saisons avec les Pirates de Pittsburgh.
Il remporte en 1987 le Gant doré du meilleur receveur défensif de la Ligue nationale de baseball.

## Carrière
Mike LaValliere signe son premier contrat professionnel en 1981 avec les Phillies de Philadelphie. Il fait ses débuts dans le baseball majeur avec cette équipe le 9 septembre 1984. Il ne joue que six parties pour ce club. Devenu agent libre, il s'entend en janvier 1985 avec les Cardinals de Saint-Louis. Après une première saison où il fait un bref séjour chez les Cardinals (douze parties jouées) et évolue en ligue mineure, il devient le receveur de confiance de l'équipe en 1986. Il dispute 110 parties pour Saint-Louis cette année-là.
Le 1er avril 1987, à l'aube d'une nouvelle saison de baseball, les Cardinals échangent LaValliere, le voltigeur Andy Van Slyke et le lanceur droitier Mike Dunne aux Pirates de Pittsburgh en retour du receveur étoile Tony Peña. 
LaValliere joue six saisons complètes à Pittsburgh. Dès sa première année pour sa nouvelle équipe, il frappe pour une moyenne au bâton de ,300 en 121 parties avec un record personnel de 102 coups sûrs. Il remporte le Gant doré du meilleur joueur défensif à sa position dans la Ligue nationale. Il retire 56 coureurs adverses en tentative de vol en 1987. Seul Bo Diaz des Reds de Cincinnati, avec 59, le devance dans les ligues majeures. Il retire 45 % des coureurs adverses qui tentent de voler un but contre son équipe, le pourcentage le plus élevé de tous les receveurs de la Nationale.
En 1988, LaValliere affiche un sommet en carrière de 47 points produits, il montre une moyenne au bâton de ,316 durant une saison 1989 écourtée à 68 parties jouées, et fait partie des équipes des Pirates qui remportent le championnat de la division Est de la Ligue nationale trois saisons consécutives en 1990, 1991 et 1992. 
LaValliere est libéré de son contrat par Pittsburgh le 11 avril 1993 après n'avoir joué qu'une seule partie avec eux dans cette saison nouvelle. Il se joint dans les semaines qui suivent aux White Sox de Chicago de la Ligue américaine et y complète sa carrière en y évoluant deux saisons.
Mike LaValliere joue 879 parties dans les majeures, dont 609 avec les Pirates. Sa moyenne au bâton en carrière s'élève à ,268. Il totalise 663 coups sûrs, 109 doubles, 18 circuits, 294 points produits et 185 points marqués.

## Vie personnelle
Mike LaValliere et son épouse Judy sont parents de quatre enfants.